# Kippel
Kippel (walsertyska: Chiipel/Kipil) är en ort och kommun i distriktet Westlich Raron i kantonen Valais, Schweiz. Kommunen har 331 invånare (2023).